# Campionati mondiali di biathlon 2012 - Staffetta 4x7,5 km maschile
La staffetta 4x7,5 km maschile dei Campionati mondiali di biathlon 2012 si è svolta il 9 marzo 2012; la gara è partita alle 15:15 (UTC+1).

## Risultati
| Pos.    | #  | Nazione                                                                            | Tempo                                     | Errori (P+S)                              | Distacco |
| ------- | -- | ---------------------------------------------------------------------------------- | ----------------------------------------- | ----------------------------------------- | -------- |
| Oro     | 5  | Norvegia Ole Einar Bjørndalen Rune Brattsveen Tarjei Bø Emil Hegle Svendsen        | 1h17'26"8 20'13"5 19'19"5 19'02"4 18'51"4 | 0+1 1+6 0+0 1+3 0+0 0+2 0+1 0+1 0+0 0+0   |          |
| Argento | 2  | Francia Jean-Guillaume Béatrix Simon Fourcade Alexis Bœuf Martin Fourcade          | 1h17'56"5 19'23"4 19'35"1 19'18"1 19'39"9 | 0+5 0+5 0+1 0+1 0+1 0+0 0+2 0+3           | +29"7    |
| Bronzo  | 3  | Germania Simon Schempp Andreas Birnbacher Michael Greis Arnd Peiffer               | 1h18'19"8 19'33"6 19'35"8 19'34"0 19'36"4 | 0+4 0+6 0+0 0+1 0+1 0+3 0+2 0+0 0+1 0+2   | +53"0    |
| 4       | 7  | Italia Christian De Lorenzi Markus Windisch Dominik Windisch Lukas Hofer           | 1h18'55"7 20'08"6 19'25"1 19'54"3 19'27"7 | 0+5 0+5 0+2 0+1 0+1 0+2 0+2 0+1 0+0 0+1   | +1'28"9  |
| 5       | 6  | Austria Simon Eder Christoph Sumann Daniel Mesotitsch Dominik Landertinger         | 1h19'05"7 19'48"8 19'57"9 19'19"0 20'00"0 | 0+1 0+2 0+0 0+0 0+1 0+0 0+0 0+0 0+0 0+2   | +1'38"9  |
| 6       | 1  | Russia Anton Šipulin Andrej Makoveev Evgenij Garaničev Dmitrij Malyško             | 1h19'10"9 19'21"9 19'37"2 20'18"0 19'53"8 | 0+7 1+5 0+1 0+1 0+2 1+3 0+3 0+0           | +1'44"1  |
| 7       | 13 | Svizzera Ivan Joller Benjamin Weger Claudio Böckli Simon Hallenbarter              | 1h19'27"2 20'13"2 19'19"4 20'18"9 19'35"7 | 0+7 0+6 0+2 0+2 0+2 0+0 0+3 0+3 0+0 0+1   | +2'00"4  |
| 8       | 10 | Ucraina Serhij Semenov Serhij Sednjev Artem Pryma Andrij Deryzemlja                | 1h19'53"6 19'23"1 20'11"1 20'18"1 20'01"3 | 0+2 0+7 0+0 0+0 0+0 0+3 0+1 0+2           | +2'26"8  |
| 9       | 11 | Rep. Ceca Michal Šlesingr Zdeněk Vítek Jaroslav Soukup Ondřej Moravec              | 1h20'15"0 19'27"5 21'37"1 19'27"5 19'42"9 | 0+2 3+7 0+1 0+2 0+0 3+3 0+0 0+1 0+1 0+1   | +2'48"2  |
| 10      | 12 | Stati Uniti Lowell Bailey Jay Hakkinen Tim Burke Leif Nordgren                     | 1h20'32"9 19'35"8 20'37"3 19'59"5 20'20"3 | 0+5 0+9 0+0 0+1 0+3 0+3 0+2 0+2 0+0 0+3   | +3'06"1  |
| 11      | 8  | Bielorussia Sjarhej Novikaŭ Aljaksandr Babčyn Uladzimir Aljaniška Jaŭhen Abramenka | 1h20'36"1 20'13"5 20'13"4 20'10"9 19'58"3 | 0+5 0+4 0+2 0+1 0+0 0+2 0+1 0+0           | +3'09"3  |
| 12      | 15 | Slovacchia Dušan Šimočko Matej Kazár Martin Otčenáš Pavol Hurajt                   | 1h20'36"3 19'48"2 19'51"7 20'36"6 20'19"8 | 0+6 0+6 0+1 0+0 0+3 0+2 0+2 0+3 0+0 0+1   | +3'09"5  |
| 13      | 20 | Canada Marc-André Berard Jean-Philippe Le Guellec Scott Perras Nathan Smith        | 1h20'47"2 20'48"9 19'37"5 19'58"1 20'22"7 | 1+6 0+4 1+3 0+1 0+0 0+1 0+2 0+1 0+1 0+1   | +3'20"4  |
| 14      | 9  | Slovenia Klemen Bauer Janez Marič Vasja Rupnik Peter Dokl                          | 1h21'45"9 19'30"7 20'37"9 20'28"2 21'09"1 | '0+5 1+11 0+1 0+2 0+3 0+3 0+1 0+3 0+0 1+3 | +4'19"1  |
| 15      | 24 | Kazakistan Aleksandr Červjakov Jan Savickij Sergej Naumik Aleksandr Trifonov       | 1h22'09"3 20'32"0 19'59"2 20'28"8 21'09"3 | 0+3 0+8 0+1 0+2 0+1 0+1 0+0 0+3 0+1 0+2   | +4'42"5  |
| 16      | 4  | Svezia Ted Armgren Björn Ferry Carl Johan Bergman Fredrik Lindström                | 1h22'16"5 23'22"5 20'10"6 19'18"8 19'24"6 | 2+4 1+5 2+3 1+3 0+1 0+1 0+0 0+0 0+0 0+1   | +4'49"7  |
| 17      | 14 | Bulgaria Michail Klečerov Miroslav Kenanov Vladimir Iliev Krasimir Anev            | 1h22'40"6 20'14"4 21'21"9 20'49"2 20'15"1 | 0+8 0+5 0+3 0+1 0+1 0+3 0+3 0+1 0+1 0+0   | +5'13"8  |
| 18      | 17 | Estonia Kauri Kõiv Indrek Tobreluts Roland Lessing Danil Steptsenko                | 1h23'41"8 20'25"0 20'45"0 20'00"7 22'31"1 | 0+3 4+6 0+0 0+0 0+0 1+3 0+0 0+0 0+3 3+3   | +6'15"0  |
| (19)    | 19 | Lettonia Edgars Piksons Andrejs Rastorgujevs Artūrs Koļesņikovs Rolands Pužulis    | a 1 giro 20'17"5 20'48"6 22'08"8          | 0+5 1+6 0+1 0+0 0+3 0+3 0+1 1+3 0+0 0+0   |          |
| (20)    | 23 | Finlandia Jarkko Kauppinen Timo Antila Ahti Toivanen Ville Simola                  | a 1 giro 20'36"2 21'56"7 21'04"4          | 2+6 2+11 0+0 1+3 1+3 1+3 1+3 0+2 0+0 0+3  |          |
| (21)    | 21 | Lituania Tomas Kaukėnas Karol Dombrovski Karolis Zlatkauskas Aleksandr Lavrinovič  | a 1 giro 20'25"6 21'12"2 22'12"9          | 0+5 1+7 0+1 0+1 0+0 0+2 0+3 1+3 0+1 0+1   |          |
| (22)    | 18 | Polonia Krzysztof Pływaczyk Tomasz Sikora Adam Kwak Łukasz Szczurek                | a 1 giro 21'23"4 20'09"9 22'16"2          | 2+6 2+7 1+3 0+1 0+0 0+0 1+3 0+3 0+0 2+3   |          |
| (23)    | 16 | Giappone Junji Nagai Kazuya Inomata Hidenori Isa Ryo Tsunoda                       | a 1 giro 21'46"7 21'12"1 20'27"6          | 2+7 3+9 1+3 1+3 0+0 0+3 0+1 0+0 1+3 2+3   |          |
| (24)    | 26 | Cina Chen Haibin Li Zhonghai Ren Long Zhang Chengye                                | a 1 giro 21'32"5 21'35"8 21'47"7          | 0+5 0+9 0+0 0+3 0+2 0+2 0+3 0+1 0+0 0+3   |          |
| (25)    | 25 | Serbia Milanko Petrović Damir Rastić Edin Hodzić Emir Hrkalović                    | a 1 giro 21'08"0 21'42"2 22'43"3          | 0+7 0+8 0+2 0+1 0+1 0+3 0+1 0+1 0+3 0+3   |          |
| (26)    | 28 | Belgio Thorsten Langer Pascal Langer Thierry Langer Vincent Naveau                 | a 1 giro 22'10"6 23'19"5 22'26"5          | 1+6 0+3 0+1 0+0 1+3 0+2 0+1 0+1 0+1 0+0   |          |
| (27)    | 27 | Corea del Sud Jun Je-Uk Lee In-Bok Kim Yong-Gyu Kim Jong-Min                       | a 1 giro 22'16"1 22'18"7 23'03"1          | 3+10 1+7 2+3 0+0 0+2 0+3 0+2 1+3 1+3 0+1  |          |
| (28)    | 22 | Regno Unito Lee-Steve Jackson Pete Beyer Marcel Laponder Ben Woolley               | a 1 giro 20'53"2 22'49"4 22'12"8          | 0+7 3+7 0+3 0+0 0+1 0+2 0+2 0+2 0+1 3+3   |          |
| (29)    | 29 | Croazia Jurica Veverec Tomislav Crnković Zvonimir Tadejević Dino Butković          | a 1 giro 24'00"9 25'57"9 26'14"6          | 1+5 3+9 0+0 2+3 1+3 1+3 0+1 0+2 0+1 0+1   |          |